# Championnat du Sri Lanka de football 2014-2015
Navigation
Saison précédente Saison suivante
La saison 2014-2015 du Championnat du Sri Lanka de football est la trentième édition du championnat national de première division au Sri Lanka. Le championnat change une nouvelle fois de formule cette saison avec vingt-deux équipes réunies au sein d'une poule unique où elles ne s'affrontent qu'une seule fois. À l'origine, en fin de saison, afin de permettre le passage du championnat à 18 clubs, les cinq derniers du classement final sont reléguées et remplacés par la meilleure formation de deuxième division. Cette décision est révoquée par la suite puisque le championnat conserve le format à 22 équipes la saison suivante : le forfait de Ratnam Sports Club permet à une formation de D2 d'être promue.
C'est le Solid Sports Club qui remporte la compétition, après avoir terminé en tête du classement final, avec six points d'avance sur Colombo Football Club et sept sur Negombo Youth Sports Club. C'est le tout premier titre de champion du Sri Lanka de l'histoire du club.

## Les clubs participants
- Saunders Sports Club
- Renown Sports Club
- Ratnam Sports Club
- Air Force Sports Club
- Navy SC
- Army SC
- Nandimithra SC
- Police SC
- Java Lane SC
- New Youngs SC
- Don Bosco Sports Club
- Blue Star Sport Club
- Kalutara Park SC
- Thihariya Youth SC - Promu de Division 2
- Negombo Youth Sports Club
- Upcountry Lions
- Pelicans SC
- Solid Sports Club
- Matara City SC
- Crystal Palace SC - Promu de Division 2
- Super Sun SC
- Colombo Football Club

## Compétition

### Classement
Le classement est établi sur le barème de points classique (victoire à 3 points, match nul à 1, défaite à 0).
| Rang | Équipe                    | Pts     | J       | G       | N       | P       | Bp      | Bc      | Diff    |
| ---- | ------------------------- | ------- | ------- | ------- | ------- | ------- | ------- | ------- | ------- |
| 1    | Solid Sports Club         | 48      | 20      | 15      | 3       | 2       | 44      | 14      | +30     |
| 2    | Colombo Football ClubC    | 42      | 19      | 13      | 3       | 3       | 45      | 24      | +21     |
| 3    | Negombo Youth Sports Club | 41      | 20      | 12      | 5       | 3       | 33      | 16      | +17     |
| 4    | Navy SC                   | 40      | 20      | 12      | 4       | 4       | 30      | 15      | +15     |
| 5    | Army SC                   | 39      | 19      | 12      | 3       | 4       | 72      | 16      | +56     |
| 6    | Blue Star Sport Club      | 32      | 20      | 8       | 8       | 4       | 25      | 23      | +2      |
| 7    | Upcountry Lions           | 30      | 18      | 9       | 3       | 6       | 25      | 17      | +8      |
| 8    | Air Force Sports ClubT    | 29      | 19      | 7       | 8       | 4       | 21      | 16      | +5      |
| 9    | Super Sun SC              | 28      | 18      | 7       | 7       | 4       | 30      | 23      | +7      |
| 10   | Renown Sports Club        | 27      | 20      | 7       | 6       | 7       | 34      | 37      | -3      |
| 11   | New Youngs SC             | 25      | 19      | 8       | 1       | 10      | 26      | 32      | -6      |
| 12   | Nandimithra SC            | 24      | 20      | 7       | 3       | 10      | 30      | 38      | -8      |
| 13   | Java Lane SC              | 23      | 20      | 6       | 5       | 9       | 22      | 29      | -7      |
| 14   | Pelicans SC               | 22      | 19      | 5       | 7       | 7       | 22      | 39      | -17     |
| 15   | Crystal Palace SCP        | 20      | 20      | 5       | 5       | 10      | 33      | 46      | -13     |
| 16   | Don Bosco Sports Club     | 20      | 20      | 5       | 5       | 10      | 21      | 39      | -18     |
| 17   | Saunders Sports Club      | 17      | 18      | 4       | 5       | 9       | 15      | 25      | -10     |
| 18   | Matara City SC            | 16      | 20      | 3       | 7       | 10      | 16      | 33      | -17     |
| 19   | Police SC                 | 13      | 20      | 2       | 7       | 11      | 22      | 35      | -13     |
| 20   | Thihariya Youth SCP       | 11      | 20      | 3       | 2       | 15      | 16      | 48      | -32     |
| 21   | Kalutara Park SC          | 10      | 17      | 1       | 7       | 9       | 12      | 29      | -17     |
| 22   | Ratnam Sports Club        | Forfait | Forfait | Forfait | Forfait | Forfait | Forfait | Forfait | Forfait |

|  | Champion du Sri Lanka 2014-2015                                                    |
|  | Forfait pour raisons financières                                                   |
|  | T : Tenant du titre C : Vainqueur de la Coupe du Sri Lanka P : Promu de Division 2 |

## Bilan de la saison
| Championnat du Sri Lanka de football 2014-2015                        |                               |
| Champion                                                              | Solid Sports Club (1er titre) |
| Coupes et trophées                                                    |                               |
| Vainqueur de la Coupe du Sri Lanka 2014-2015                          | Colombo Football Club         |
| Qualifications continentales                                          |                               |
| Ligue des champions de l'AFC 2015                                     | Aucun                         |
| Coupe de l'AFC 2015                                                   | Aucun                         |
| Promotions et relégations                                             |                               |
| Promus en Bristol League                                              | High Landers SC               |
| Relégués en Championnat du Sri Lanka de football de deuxième division | Ratnam Sports Club            |